# Марксистська (станція метро)
«Маркси́стська» (рос. Марксистская) — станція Калінінської лінії Московського метрополітену, розташована між станціями «Третьяковська» і «Площа Ілліча».
Відкрита 30 грудня 1979 у складі черги «Марксистська» — «Новогіреєво». Названа за однойменною вулицею.

## Вестибюлі і пересадки
У станції один підземний вестибюль, сполучений ескалатором зі східним торцем центрального залу. Він виводить до підземного переходу з виходами до вулиць Таганська і Марксистська. Станція є пересадною на станції «Таганська» Тагансько-Краснопресненської лінії (перехід здійснюється через місток у центральній частині станції, потім підйомом по ескалатору) і станцію «Таганська» Кільцевої лінії (перехід здійснюється із західного торця центрального залу вгору по ескалатору).

### Пересадки
- Метростанцію  Таганська
- Метростанцію  Таганська
- Автобуси : м7, е70, е80, 51, 74, 567, с755, 766, с856, Б, т27, т53, т63, н5, н7, н13, П46

## Технічна характеристика
Конструкція станції — колонна трипрогінна глибокого закладення (глибина закладення — 60 м (четверте місце в Москві після станцій «Парк Перемоги», «Дубровка» і «Тимірязівська»)). Добовий пасажиропотік через вестибюль станції в 2002 році становив 40 250 осіб, пересадний пасажиропотік на Кільцеву лінію за даними на 1999 рік дорівнював 136300 осіб на добу, на Тагансько-Краснопресненську лінію — 128 800 осіб на добу.

## Оздоблення
«Марксистська» — ймовірно, найчервоніша станція московського метро. Колони станції оздоблені мармуром рожевих тонів, з боку платформ на них зроблена характерна поздовжня виїмка, через що вони здаються подвійними. Облицювання колійних стін — світло-рожевий мармур, нижня частина оброблена чорним гранітом. Центральний зал і платформи освітлені світильниками, що є спіралями з вертикально розташованих люмінесцентних ламп, що символізують один із законів марксизму — «розвиток по спіралі». Підлога вкрита сірим гранітом з червоними вставками, що символізують гвоздики. Над склепінням у торцях центрального залу розташовані панно ідеологічного змісту, виконані у техніці флорентійської мозаїки (художник М. Н. Алексєєв). Оздоблення переходів, у цілому, таке ж, що й у колон станції.

## Колійний розвиток
На схід від станції на Калінінській лінії знаходиться сполучена з обома коліями лінії ССГ на Тагансько-Краснопресненську і Кільцеву лінії. На захід станції знаходиться пошерсний з'їзд, що використовували для обороту потягів, коли станція була кінцевою.